# Тюремный дневник (сериал)
«Тюре́мный дневни́к» — российский пропагандистский многосерийный драматический триллер о масштабном заговоре спецслужб. Основан на автобиографической книге политика и телеведущей Марии Бутиной. В главной роли: Мария Лопатина.
Премьера состоялась 14 мая 2025 года в онлайн-кинотеатре Okko.
Слоган проекта: «Её не сломать».

## Сюжет
Студентка из России Мария Жукова (Мария Лопатина) приезжает учиться в США. Она живёт со своим женихом Уолтером в Вашингтоне. Однажды в их дом врываются агенты ФБР и, предъявив девушке обвинение в шпионаже, арестовывают её. Марию отправляют в одиночную камеру в тюрьме, где пытаются выбить признания, устраивая пытки, однако она утверждает, что никакого отношения к шпионам не имеет и настаивает на том, что её с кем-то перепутали.
В то же время детектива из Солт-Лейк-Сити Кельвина Хьюза (Иван Федорук), расследующего жестокое убийство девушки в отеле, которое предположительно совершил изощрённый маньяк, снимают с расследования и переводят в Вашингтон, где поручают вести дело Марии. Проводя длительные допросы и погружаясь в изучение дневников Марии, Хьюз находит доказательства того, что студентка работает на российские спецслужбы. Неожиданно Мария, которая долго всё отрицала, соглашается пойти на сделку с правительством США и признать свою вину, но всё это может оказаться лишь ширмой для того, чтобы выйти на свободу и предотвратить осуществление масштабного заговора спецслужб…

## Производство
Телесериал снят кинокомпанией «Триикс Медиа» при поддержке АНО «Институт развития интернета».
Телесериал снят по мотивам автобиографической книги депутата и телеведущей Марии Бутиной, которая провела в американской тюрьме 467 дней и вышла на свободу 25 октября 2019 года. При этом, со слов автора, примерно 50% в телесериале — вымысел: «Книга всё-таки про эмоции и переживания, а кино — другой жанр. Поэтому мы его расширили, добавили то, чего нет в книге — о моей жизни в США, происходящем в России в то время, пока я сидела. Также в сериале освещена парламентская деятельность персонажа».
Режиссёром телесериала и автором сценария к нему выступил Игорь Копылов, известный по работам над такими фильмами и телесериалами, как «Небо», «Ржев» и «Ленинград 46».
Съёмки стартовали в июле 2024 года, проходили в Москве, Санкт-Петербурге и Кирове и завершились в октябре 2024 года. Съёмочными локациями стали в том числе и питерский следственный изолятор «Кресты», а также аэропорт города Кирова.
Трейлер телесериала вышел 28 апреля 2025 года.
Презентация и предпремьерный показ телесериала состоялись в мае 2025 года в зале Министерства юстиции РФ. Особым гостем мероприятия стал американский бизнесмен Патрик Бирн, который в 2018 году сдал Марию Бутину ФБР. Он рассказал, что в фильме получился «очень похожим» на себя в реальности и сообщил, что тоже написал книгу по историю Марии и по ней тоже снят фильм.
Премьера состоялась 14 мая 2025 года на платформе онлайн-кинотеатра Okko.

## Актёры и персонажи

### Главные роли
| Актёр          | Роль         |
| -------------- | ------------ |
| Мария Лопатина | Мария Жукова |

### Роли второго плана / эпизоды
| Актёр                       | Роль                            |
| --------------------------- | ------------------------------- |
| Александр Дьяченко          | Патрик Шелл                     |
| Александр Иванов            | менеджер отеля                  |
| Александр Конев             | Алексей Лукашин                 |
| Александр Петров            | Николай Стукалов, консул        |
| Александр Цыбульский        | Кит Харрис                      |
| Алексей Проценко            | фотограф                        |
| Андрей Вергелис             | кредитор                        |
| Андрей Лажорж               | мужчина                         |
| Алексей Ермолаев            | сотрудник посольства            |
| Анна Королёва               | эпизод                          |
| Арсений Бородин             | помощник конгрессмена           |
| Артём Приёмышев             | гость на приёме                 |
| Артём Цыпин                 | Тачман, доктор                  |
| Валентина Соломенникова     | Фернанда                        |
| Виктория Пьер-Мари          | Пейдж                           |
| Виталий Икрамов             | представитель русской делегации |
| Владимир Богданов           | Алексей Трошин                  |
| Григорий Данцигер           | Роберт Галлахер                 |
| Даниил Белокопытов          | журналист                       |
| Даниил Кокин                | Козырев                         |
| Дарья Пархоменко            | волонтёр                        |
| Денис Старков               | фотограф                        |
| Денис Чепраков              | посетитель концертного зала     |
| Дмитрий Лавров              | Майкл Диллан                    |
| Дмитрий Луговкин            | Филипп                          |
| Дмитрий Сутырин             | генерал Ильин                   |
| Евгений Славский            | Джеффри                         |
| Екатерина Зорина            | Сильвия                         |
| Елена Марковская            | судья                           |
| Елизавета Мартинес Карденас | Трейси                          |
| Иван Жуков                  | Альберт Гилод                   |
| Иван Слабковский            | сенатор                         |
| Иван Федорук                | Кельвин Хьюз                    |
| Игорь Ботвин                | конгрессмен                     |
| Игорь Головин               | Эрик Миллер                     |
| Игорь Ряховский             | гость                           |
| Илья Шидловский             | Звонарёв                        |
| Ирина Багно                 | заключённая                     |
| Камилла Гайбо               | Марго                           |
| Кира Кауфман                | лейтенант Литтл                 |
| Кирилл Старицын             | сутенёр                         |
| Людмила Ульянова            | заключённая                     |
| Макар Запорожский           | Игорь Колесников                |
| Максим Дахненко             | Хантер Строк                    |
| Мария Бутина                | камео                           |
| Марк Гаврилов               | Том Сандерс                     |
| Михаил Коновалов            | участник марафона               |
| Надежда Пигина              | концертмейстер                  |
| Наталья Высочанская         | Линда Рихтер                    |
| Олег Гаянов                 | отец Михаил                     |
| Олег Корпачев               | бригадный генерал               |
| Ольга Преснякова-Хархалева  | гостья                          |
| Ольга Семёнова              | девушка                         |
| Павел Нагай                 | делегат                         |
| Пётр Логачёв                | Богдан Голушко                  |
| Полина Сидихина             | Нэнси Белл                      |
| Роман Агеев                 | Стивен Ллойд                    |
| Сергей Костенко             | охранник сенатора               |
| Сергей Сафронов             | Спенсер Харбери                 |
| Тиана Оквамо                | Кэри                            |
| Феликс Золоев               | Магомед                         |
| Юрий Батурин                | Уолтер Эмерсон                  |
| Юрий Ли                     | продавец фастфуда               |

## Сезоны и серии
| Серия | Дата выхода  |
| ----- | ------------ |
| 1     | 14 мая 2025  |
| 2     | 14 мая 2025  |
| 3     | 21 июня 2025 |
| 4     | 28 мая 2025  |
| 5     | 4 июня 2025  |
| 6     | 11 июня 2025 |
| 7     | 18 июня 2025 |
| 8     | 25 июня 2025 |

## О телесериале
Мария Бутина, продюсер, автор книги:
Когда смотрю эти кадры, вспоминаю, как мне было тяжело. Я думала в тот момент о родных. Когда меня посадили, я больше всего боялась, что никогда их не увижу. Мне могли дать 15 лет, а бабушке было уже 86. Но никогда не теряйте надежду. До тех пор, пока мы с вами живы, стоит использовать каждый момент, чтобы что-то изменить к лучшему. Это урок, который я усвоила. Это какое-то чудо. В какой-то момент я была в шаге от того, чтобы потерять надежду, но меня страна не бросила… Не сразу ко мне смог попасть православный священник. Дело в том, что православие для американской тюремной системы — культ, а не религия. И ему пришлось оформляться волонтёром, но, когда состоялась наша встреча, во время разговора я вдруг поняла, откуда взять силы. Они внутри каждого из нас. Передаются на генетическом уровне. Подвиги наших предков не растворились, и в какой-то момент мне стало всё равно. Это вызвало шок у надзирателей, и я поняла, что вернусь домой ещё сильнее. Это в каждом из нас. Просто дайте этому проснуться — и всё будет хорошо. Мы не можем изменить событий, но мы можем изменить то, как мы на них реагируем. Я научилась не накручивать себя. Не надо притягивать плохих событий.
Игорь Копылов, режиссёр, сценарист:
Все события многосерийного фильма с одноимённым названием «Тюремный дневник» реальны или основаны на реальных фактах. Какие-то из них в качестве дополнения я уточнял уже во время непосредственного общения с Марией Бутиной. Наше с ней совместное создание сценария заняло около пяти месяцев. Затем на подготовительном этапе к работе подключилась команда кинокомпании «Триикс Медиа». Подбирали актёров, локации, договаривались о местах проведения съёмок.

## Критика
Ева Малиновская («Бизнес Online») пишет: «Авторы „Тюремного дневника“ умело жонглируют стереотипами (видимо, в ответ на медведей и водку) и наиболее актуальными темами, связанными с США… Если оператору и монтажёру дали задачу добавить сериалу недостающей динамики, справились они с этим на отлично. Порой даже за сюжетом не так интересно следить, как за изобилием эффектов, наложений и встряски. Реалистичные галлюцинации Марии переданы через визуальные образы, а за её ухудшающимся психологическим состоянием можно следить благодаря крупным планам. Впечатляющий параллельный монтаж, где главная героиня попадает в жуткие условия тюрьмы, а детектив Кельвин готовит на идеальной кухне, вызывает смешанные чувства, а абсурдные сравнения надолго врезаются в голову. Порой операторские решения даются в лоб, как и некоторые сюжетные метафоры, но картину эту не портит… Хоть сценарий хромает, актёрская игра оставляет желать лучшего, а дубляж постоянно напоминает об отечественном кинопроизводстве, сериал всё-таки стоит посмотреть за „стильную“ картинку и имеющийся потенциал».
Лидия Маслова (Фонтанка.ру): «С одной стороны, ужасное сочувствие вызывает ни в чём не повинная жертва русофобии, ставшая пешкой в политической игре, а с другой — настойчиво вертится в голове афоризм Глеба Жеглова: „Наказаний без вины не бывает“ — и его же мудрый совет не разбрасывать пистолеты где попало».
Александр Тремасов в статье издания Meduza называет сериал «неприкрытой пропагандой». «В ФБР работают сплошь отморозки. Заключенные в тюрьмах либо несправедливо осужденные, либо ментально нездоровые люди. Квир-персоны заставляют близких делать транспереход, а потом сажают их на цепь в подвале, пока по телевизору врут, что в стране все хорошо. Продвижение по карьерной лестнице возможно, только если ты гей... Практически все американцы в шоу — страшные русофобы. ... После ареста Марию раздевают догола при обысках, водят в кандалах, держат в одиночке, запугивают записями страшных воплей. По версии создателей сериала, ее, невиновную, арестовали, чтобы сорвать встречу Трампа и Путина. Сериал Okko сложно смотреть без смеха: это исключительно смелое высказывание о несправедливой судебной системе… в другой стране».
Дайана Р. Шерман в Sotaproject написала, что сериал «должен был рассказать о заключении Бутиной в американской тюрьме, но вместо кино о тюрьме мы получили какой-то прокисший винегрет со множеством непонятных сюжетных линий, а Бутина из шпионки стала невинной девочкой, которой просто воспользовались плохие люди (конечно же, плохие – американцы)... Увы и ах, но «Тюремный дневник» – ужасный сериал. И дело даже не в личности Бутиной и не в позиции авторов кино. У сериала есть более глобальная проблема – нелогичный, странный и безбожно неправильный сценарий. Ты буквально не понимаешь, что творится на экране. Маньяк, интервью с непонятным человеком (за 3 серии нам так и не объяснили, кто это), какая-то то ли шпионка, то ли жертва обстоятельств, гомосексуалы, плохие американские тюрьмы, чернокожие певицы, ФБР, «белоленточники» и даже террористы с Северного Кавказа. Как, спрашивается, это может существовать в одном сюжете, претендующем на серьезность?... . Зачем нам показывают героев, которые никак с ней не связаны?.. О Марии авторы сериала вспоминают на 10 минуте. К ней (тут она Жукова, а не Бутина) врывается ФБР, ее запихивают в машину и… увозят в какое-то отделение, которое словно бы из 19 века. Так тюрьмы изображают обычно в историческом кино: темные и грязные клетки без удобств, по полу бегают крысы и насекомые, клетки заполняются маргиналами, почти все из которых – чернокожие. Сериал не объясняет, почему человека с политическим делом привезли в подобное место и посадили к наркоманам и извращенцам. Авторы хотели показать, насколько плоха американская пенитенциарная система, – вот и любуйтесь на огромных крыс. ... главная задача – показать Марию безвинной жертвой, которая ничего не знала, не понимала, ни в чем не участвовала. Получается, что ею все пользуются, а она соглашается. Сначала ее используют оппозиционеры. Потом – ее американский парень Уолтер...  Сценарий не сбалансирован. Нас банально не знакомят с героями... Авторы «…Дневника» добились того, что его невозможно критиковать. Это бессвязный набор сцен, который должен как бы обличать плохую Америку, а на деле показывает, насколько все плохо у нас самих».
Дмитрий Камышенко в рецензии в «Вот Так» написал следующее: «С задачей написать триллер Копылов не справился. Шпионка (или женщина, обвиняемая в шпионаже) арестована, а ее прошлое раскрывается слишком медленно. И это не случайность, ведь усилия были брошены на препарацию американской жизни... В целом диалоги в сериале можно смело делить на функциональные и идеологические. Первые двигают сюжет, вторые критикуют США. Но иногда персонажи выдают реплики, которые просто невозможно объяснить... «Тюремный дневник» полностью переозвучен. То есть когда говорят российские актеры, играющие американцев, мы слышим русскую речь, но записанную в студии, полноценный дубляж. Судя по всему, прием должен создавать ощущение, что это американский сериал. Естественно, он не срабатывает. Более того, он добавляет ему искусственности. Но пластмассовость проявляется не только в диалогах. Слабейшая часть визуального ряда — сцены на открытом пространстве. Копылов, по всей видимости, вообще не понимает, как работать с массовкой. Из-за этого кажется, будто герои всегда бродят по улице в 6 утра, когда еще никто не проснулся... Пожалуй, самое неинтересное, что можно обсуждать в контексте сериала — его правдоподобность. Из-за сценария, тратящего экранное время на пропаганду, и отвратительной режиссуры, неспособной убедить зрителя в изложенной версии событий, «Тюремный дневник» не может служить аргументом в защиту Бутиной. Очевидно, режиссеру Копылову интереснее рассуждать про геев и небинарных персон, чем защищать Бутину».